# Уитрон, Мати
Мартина Гуитрон Порто (исп. Martina Guitron Porto, conocido como Maty Huitron; 30 января 1936, Мехико, Мексика — 14 января 2019) — известная мексиканская актриса.

## Биография
Родилась 30 января 1936 года в Мехико. В мексиканском кинематографе дебютировала в 1953 году и с тех пор снялась в 20 работах в кино и телесериалах. Последние годы карьеры выдались наиболее плодотворными в карьере актрисы, ибо она подряд снялась в культовых телесериалах, которые были проданы во многие страны мира и это позволило выйти ей на мировой уровень популярности — Узы любви, Ложь во спасение, Мне не жить без тебя, Разлучённые, Привилегия любить, Живу ради Елены и Истинная любовь. В 2007 году завершила карьеру по состоянию здоровья.
Скончалась 14 января 2019 года, немного не дожив до своего 83-летия.

## Личная жизнь
Мати Уитрон была замужем, от этого брака у неё дочь Карла Эстрада — ныне известный мексиканский продюсер телесериалов.

## Фильмография
1.Страсть (сериал, 2007)
Pasión … Francisca de Salamanca
2.Истинная любовь (сериал, 2003)
Amor real … Mother Superior
3.Другая (сериал, 2002)
La otra … Tía Fabiana Morales
4.Живу ради Елены (сериал, 1998)
Vivo por Elena … Simona
5.Привилегия любить (сериал, 1998—1999)
El privilegio de amar … Bárbara Rivera
6.Разлучённые (сериал, 1997)
Desencuentro … Lidia (1997)
7.Мне не жить без тебя (сериал, 1996)
Te sigo amando … Luz María Díaz
8.Ложь во спасение (сериал, 1996)
Bendita Mentira … Ramona
9.Узы любви (сериал, 1995 — …)
Lazos de amor … Ana Salas
10.Мария Хосе (сериал, 1995)
María José … Dra. Juárez
11.Эгоистичные матери (сериал, 1991)
Madres egoístas … Mina Báez
12.Дни без луны (сериал, 1990)
Días sin luna … Magdalena (1990)
13.La pequeña señora de Perez (1972)
14.Первое причастие (1969)
Primera comunión
15.Испытание (1967)
Crisol
16.División narcóticos (1963)
… (в титрах: Maty Guitron)
17.Cantando nace el amor (1954)
… Ninfita
18.Cuarto de hotel (1953)
… Bailarina
19.Mi papá tuvo la culpa (1953)

### Камео
20.El casto Susano (1954)
… Modelo